# Sprachbegabung
Die Annahme einer angeborenen Sprachbegabung geht davon aus, dass Menschen sich eine Fremdsprache unterschiedlich schwer oder leicht aneignen.

Diese weitverbreitete Ansicht wird innerhalb der Sprachwissenschaft jedoch nicht vertreten. Zwar gibt es in der Tat Personen, welche selbst mit höchster Anstrengung keine Fremdsprache erlernen können und andere (polyglotte Menschen), die sich damit erstaunlich leicht tun. Doch ist eine genetische Begründung dieses Phänomens nicht gelungen. Das Scheitern am Erlernen einer Fremdsprache hängt eher von vielen biografischen Faktoren des einzelnen Menschen ab. So spielen soziale, affektive, kognitive und allgemeinbiographische Ursächlichkeiten eine entscheidende Rolle.